# Cordelia Chase
Vous lisez un « bon article » labellisé en 2010.
Pour les articles homonymes, voir Cordelia.
Cordelia Chase est un personnage fictif créé par Joss Whedon pour les séries télévisées Buffy contre les vampires et Angel, interprété par l'actrice Charisma Carpenter et doublé en version française par Malvina Germain. Il s'agit d'un des personnages principaux des trois premières saisons de Buffy ainsi que des quatre premières saisons d’Angel. La dernière apparition du personnage à la télévision date du centième épisode d’Angel, Le Retour de Cordelia. Cordelia apparaît aussi dans les romans et comics dérivés.
Le personnage est présenté dans Bienvenue à Sunnydale, le tout premier épisode de Buffy, comme une pom-pom girl populaire du lycée de Sunnydale, fréquenté par la tueuse de vampires Buffy Summers. C'est à travers ses relations avec le Scooby-gang, groupe formé par Buffy et ses amis que Cordelia prend conscience de l'existence des forces surnaturelles ; cette prise de conscience la pousse à intégrer le groupe. Dans Angel, elle aide Angel à monter une agence de détectives spécialisée dans les affaires surnaturelles. Durant la saison 4 d'Angel, le personnage semble devenir moralement mauvais, avant qu'il ne soit révélé qu'elle est en fait possédée par une divinité malveillante. Ceci aboutit à la mort du personnage et à son départ de la série. Cordelia apparaît par la suite dans le one-shot After These Messages... We'll Be Right Back! de la saison 8 de Buffy contre les vampires, à l'occasion d'un rêve, ainsi que dans la série de comic books Angel: After the Fall sous forme de guide spirituel.
Créée pour être le faire-valoir de Buffy, Cordelia était initialement définie comme « superficielle, vaine et égocentrique » et son rôle narratif dans la série était de créer des conflits avec les autres personnages. Le personnage évolua au fur et à mesure de Buffy et Angel, finissant par se racheter et devenir une véritable héroïne.

## Apparitions

### Buffy contre les vampires
Cordelia Chase apparaît pour la première fois dans le premier épisode de Buffy contre les vampires, Bienvenue à Sunnydale. Introduite comme une lycéenne très populaire et une amie potentielle pour Buffy Summers (Sarah Michelle Gellar), la nouvelle élève du lycée de Sunnydale, Cordelia révèle son véritable caractère en agressant verbalement Willow (Alyson Hannigan), avec qui Buffy se lie instantanément d'amitié. Ignorante des activités surnaturelles, le rôle de Cordelia lors de la première saison de Buffy se résume à insulter et à dénigrer les autres personnages. Toutefois, le personnage a plus d'importance dans l'épisode Portée disparue, dans lequel elle se retrouve la cible d'une élève victime d'exclusion cherchant à se venger des élèves populaires qui l'ont tellement ignorée qu'elle en est devenue invisible. Dans l'épisode final de la saison, Le Manuscrit, Cordelia prend enfin conscience de l'existence des vampires et aide Buffy et ses amis à les combattre.
Dans la saison 2, Cordelia, bien que souvent dans un rôle de demoiselle en détresse, devient progressivement membre à part entière du Scooby-gang et commence une relation romantique compliquée avec Alexander Harris (Nicholas Brendon) lors de l'épisode Kendra, partie 2. Dans l'épisode Un charme déroutant, son histoire avec Alex, qui est impopulaire et d'un statut social inférieur à elle, l'exclut de son groupe d'amies et elle décide alors de rompre avec lui. Toutefois, lorsque Alex lance un sortilège d'amour pour se venger d'elle, Cordelia réalise à quel point il tient à elle et retourne avec lui, rejetant ses amies en même temps.
Dans l'épisode de la saison 3 Amours contrariés, Cordelia surprend Alex en train d'embrasser Willow et se blesse gravement juste après en s'empalant sur une barre de fer. Alors qu'Alex vient la voir à l'hôpital, elle lui annonce la fin de leur relation. Elle reprend alors son rôle d'antagoniste et se distancie du Scooby-gang, lors de l'épisode Meilleurs Vœux de Cordelia, où elle fait le vœu que Buffy ne soit jamais venue à Sunnydale. Dans l'épisode Les Chiens de l'enfer, Alex découvre qu'elle travaille dans une boutique et elle lui révèle que sa famille a perdu toute sa fortune à la suite d'une saisie fiscale. Tous deux font finalement la paix lors du bal de promo. Elle se réconciliera également avec Buffy et le reste du Scooby-Gang. Durant l'épisode final de la saison, La Cérémonie, elle échange un baiser peu fructueux avec Wesley Wyndam-Pryce (Alexis Denisof). Elle rejoint ensuite Buffy dans la bataille contre Richard Wilkins (Harry Groener), durant laquelle elle tue elle-même pour la première fois un vampire.

### Angel
Après avoir été présente dans les trois premières saisons de Buffy, elle apparaît ensuite dans la série dérivée Angel qui se focalise sur les aventures d'Angel (David Boreanaz), l'ancien petit ami de Buffy et vampire avec une âme. Durant le premier épisode de la première saison d’Angel, Bienvenue à Los Angeles, elle a déménagé à Los Angeles pour échapper à sa récente pauvreté avec l'espoir de devenir actrice. Après qu'Angel lui ait sauvée la vie, elle l'aide à monter Angel Investigations, une agence de détectives spécialisée dans les activités surnaturelles, et y travaille alors en tant que secrétaire. Elle devient également proche de Doyle (Glenn Quinn), un demi-démon avec qui ils travaillent, mais leur relation amoureuse naissante est avortée par la mort du personnage dans Sacrifice héroïque. Avant de mourir, Doyle l'embrasse et lui transmet ainsi son pouvoir de précognition. Bien qu'elle considère initialement ses visions comme une malédiction, à cause des maux de tête qu'elles lui causent, le sort qu'un démon lui lance dans le dernier épisode de la saison, Le Manuscrit lui fait ressentir toute la souffrance du monde. Lorsqu'elle finit par échapper à ce sort, elle fait le vœu sincère d'aider toutes les personnes qui souffrent.
Durant la deuxième saison, lors de l'épisode Retrouvailles, elle est virée, avec le reste de l'équipe d'Angel Investigations, par Angel, qui est devenu progressivement obsédé par l'idée d'abattre la firme maléfique Wolfram & Hart. Wesley, Gunn (J. August Richards) et elle décident alors de créer leur propre agence de détectives, mais ils se réconcilient avec le vampire dans l'épisode Retour à l'ordre. Alors que sa carrière d'actrice ne décolle toujours pas et que ses visions sont de plus en plus douloureuses, elle est aspirée dans une dimension démoniaque médiévale nommée Pylea et en devient princesse. Quand se présente l'opportunité de transmettre son don de précognition à un champion nommé le Groosalugg (Mark Lutz), elle refuse et retourne à Los Angeles avec ses amis lors du dernier épisode de la saison.
Lors de l'épisode Anniversaire de la saison 3, elle apprend du démon Skip (David Denman) que ses visions sont en train de la tuer lentement, car les êtres humains ne sont pas assez forts pour les contrôler. Pour sauver sa vie, elle accepte alors l'offre de Skip qui lui propose d'altérer son destin afin qu'elle n'ait jamais rencontré Angel à Los Angeles, connaissant à la place le succès comme actrice. Mais, dans cette réalité alternative, elle se sent obligée d'apporter son aide aux autres et finit par croiser à nouveau la route d'Angel, qui a reçu son don à sa place et en est devenu fou. Ne pouvant se résoudre à le laisser souffrir, elle fait annuler cette réalité parallèle par Skip et accepte de devenir un demi-démon afin de continuer à pouvoir avoir ses visions en toute sécurité. Lors de cette saison, elle devient une mère de substitution pour Connor, le fils nouveau-né d'Angel, jusqu'à ce que celui-ci se fasse enlever et emmener dans une autre dimension, avant de réapparaître plus tard déjà adolescent (Vincent Kartheiser). Angel finit par prendre conscience de ses sentiments pour elle, dans l'épisode Les Coulisses de l'éternité mais ne peut les exprimer à cause du retour du Groosalugg. Elle poursuit sa relation avec le Groosalugg jusqu'à la fin de la saison, mais ce dernier réalise qu'elle aime Angel plus que lui et décide de la quitter. Dans le dernier épisode de la saison, elle est sur le point d'avouer à son tour ses sentiments à Angel, mais elle en est empêchée par Skip qui l'informe qu'elle doit devenir un être supérieur et elle quitte la Terre pour une autre dimension.
Dans la saison 4, elle se sent piégée par son statut d'être supérieur et retourne sur Terre dans un état d'amnésie. Lors de l'épisode La Bouteille magique, elle retrouve la mémoire grâce à un sortilège et, par la même occasion, a la vision d'une mystérieuse Bête (Vladimir Kulich). Mais, alors que la Bête de l'Apocalypse déchaîne sa fureur sur Los Angeles, elle va devenir l'une des principales antagonistes de la saison ; elle séduit Connor, couche avec lui, tue Lilah Morgan (Stephanie Romanov), commande à la Bête et livre un duel magique contre Willow pour l'empêcher de rendre son âme à Angel. Dans l'épisode Opération Lisa, toute l'équipe réalise qu'elle est possédée, car enceinte de Connor. Elle prend alors la fuite avec ce dernier pour donner naissance à Jasmine (Gina Torres), sa surnaturelle progéniture. Dans l'épisode L'Horreur sans nom, Skip révèle que Jasmine est son maître et qu'elle l'a possédée avant que celle-ci ne revienne sur Terre, manipulant les évènements pour naître dans un nouveau corps. Épuisée par son accouchement, elle tombe dans le coma et ne s'en réveille jamais.
Elle revient dans la saison 5 de la série à l'occasion du centième épisode, Le Retour de Cordelia. S'étant apparemment réveillée brutalement de son coma, elle découvre qu'Angel et son équipe ont désormais pris les rênes de Wolfram & Hart et reproche à Angel d'avoir accepté de pactiser avec la firme. Elle lui rappelle le vrai sens de sa mission et, ensemble, ils triomphent de leur vieil ennemi Lindsey McDonald (Christian Kane) qui avait ourdi un plan pour se débarrasser du vampire. Dans les derniers instants de l'épisode, elle embrasse passionnément Angel et lui transmet son don de voyance, juste avant que celui-ci ne reçoive un coup de téléphone qui l'informe de son décès. Quand il se retourne, Cordelia a disparu (car ce n'était qu'une projection de la vraie Cordelia, à qui les Puissances supérieures ont permis de transmettre à Angel une dernière vision, lui donnant ainsi la connaissance nécessaire pour abattre le Cercle de l'Aiguille Noire).

### Comics et romans
Cordelia apparaît également dans des comics et des romans basés sur les séries télévisées Buffy et Angel. The Cordelia Collection, vol. 1, de Nancy Krulik, est une novélisation des épisodes Portée disparue, Le Puzzle et Le Bal de fin d'année. Ces épisodes narrent des incidents spécifiques dans lesquels Cordelia a été prise pour cible. Elle apparaît aussi dans plusieurs romans sur Angel en tant que membre d'Angel Investigations et a un rôle prééminent dans certains ; dans Not Forgotten, où elle découvre des enfants d'immigrants qui sont exploités, et dans Haunted, où elle participe à une émission de téléréalité sur le thème du surnaturel quand elle a une vision sur l'un de ses concurrents.
Cordelia est présente dans la majeure partie des comics sur Angel publiés par Dark Horse Comics entre 2000 et 2002 et qui prennent place entre les épisodes de la série télévisée. Elle y joue toutefois un rôle assez mineur, mis à part dans le numéro 17, qui lui est consacré et où des artefacts démoniaques sont cachés dans son appartement, et dans l'histoire Lovely dark and deep, où elle a le rôle d'actrice principale dans un film démoniaque. Elle apparaît moins fréquemment dans les comics publiés par IDW Publishing de 2005 à aujourd'hui, et principalement dans des scènes de flashbacks ainsi que dans la série Angel : Old Friends où Angel combat les clones de ses amis.
Angel: After the Fall, le prolongement en comics de la série télévisée, présente les survivants de l'équipe d'Angel dans une ville de Los Angeles envoyée dans les enfers à la suite des évènements de L'Ultime Combat. Cordelia n'y apparaît pas avant le numéro 12, où elle sert de guide spirituel à Angel, mais son personnage ne réapparaît pas après le numéro 13. Enfin, elle est présente dans une séquence de rêve dans le vingtième numéro de Buffy contre les vampires, Saison huit, intitulé After These Messages… We'll Be Right Back, quand Buffy rêve du temps où elle était dans sa première année au lycée de Sunnydale.

## Caractérisation et analyse

### Conception et casting

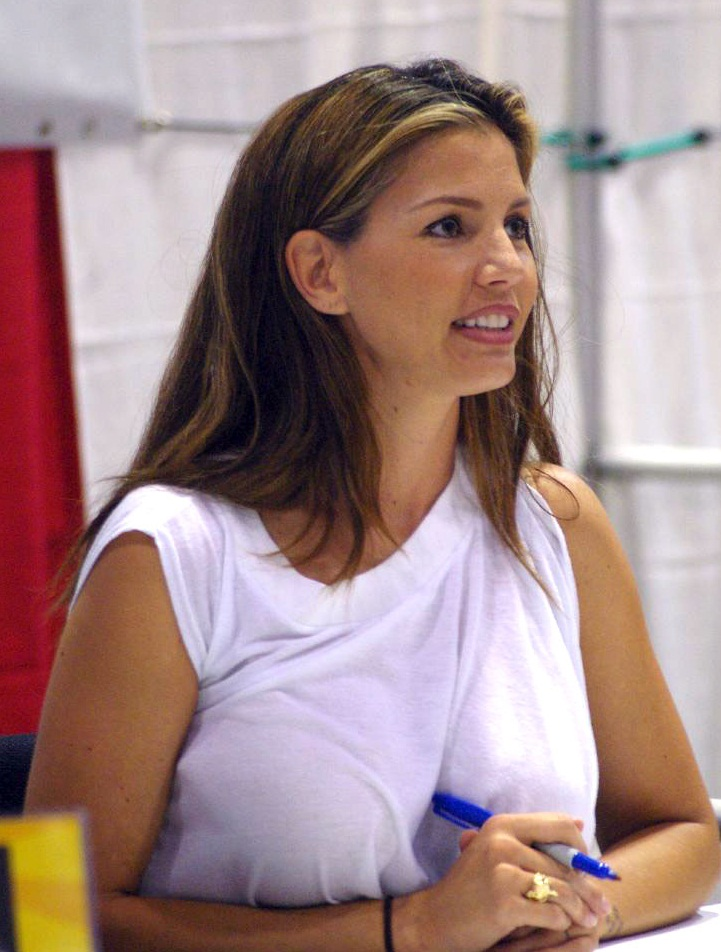
Charisma Carpenter avait à l'origine prévu d'auditionner pour le rôle de Buffy Summers.

Cordelia a été pensée à l'origine comme un faire-valoir du personnage principal, Buffy Summers. Lorsqu'il adapta le film Buffy, tueuse de vampires en une série télévisée, Joss Whedon décida de réinventer le personnage de Buffy : la pom-pom girl superficielle du film, jouée par Kristy Swanson, est devenue plus mature et ouverte d'esprit et s'identifie maintenant aux « losers » que sont Willow et Alex. L'ancienne personnalité de Buffy est ainsi reprise dans le personnage de Cordelia. Charisma Carpenter, bien qu'interprétant dans les premières saisons de Buffy un personnage stéréotypé de fille superficielle, ne l'a jamais considérée comme unidimensionnelle et a critiqué son rôle récurrent de demoiselle en détresse. David Greenwalt, cocréateur et producteur exécutif d'Angel, décrit Cordelia dans les premières saisons de Buffy comme « assez superficielle, vaniteuse et égoïste, mais honnête et pleine d'entrain et disant toujours ce qu'elle pense ».
Charisma Carpenter avait à l'origine prévu d'auditionner pour le rôle de Buffy mais, en retard pour l'audition, décida de tenter sa chance pour celui de Cordelia. Bien qu'elle n'ait eu que 15 minutes pour préparer son rôle, les producteurs réagirent très bien à son audition et elle en sortit très confiante sur ses chances d'obtenir le rôle. Après son audition, Sarah Michelle Gellar, qui s'était tout d'abord vue offrir le rôle de Cordelia, fut à nouveau convoquée afin d'auditionner pour celui de Buffy. C'est Bianca Lawson qui décrocha finalement le rôle de Cordelia mais l'actrice dut y renoncer en raison d'autres obligations contractuelles, et interpréta dans la deuxième saison le rôle de Kendra. Charisma Carpenter obtint alors le rôle et, fière de l'évolution de son personnage tout au long des deux séries, n'a jamais regretté de n'avoir pu auditionner pour le rôle de Buffy.

### Une position de privilégiée
La représentation du personnage de Cordelia en tant que jeune femme moderne sûre d'elle a été commentée dans différentes études universitaires, particulièrement des gender studies comme Praising Cordelia : Aggression and Adaptation Among Adolescent Girls ou Sex and the Slayer : A Gender Studies Primer for the Buffy Fan. Dans celle-ci, le docteur Lorna Jowett de l'université de Northampton décrit la place initiale de Cordelia dans la série : « À première vue, Cordelia semble avoir la vie normale dont Buffy a envie. C'est un personnage familier du milieu des adolescents : une pom-pom girl populaire et meneuse de son groupe (une position de pouvoir). De plus, sa distinction se base sur un réel privilège matériel plutôt qu'un pouvoir surnaturel. Elle représente dans sa forme la plus exagérée les privilèges de la classe moyenne américaine blanche et hétérosexuelle dont font aussi partie les autres personnages ». Elizabeth Rambo note quant à elle comment le statut de Cordelia est mis en avant par son surnom, Queen C, et par la remarque que lui fait Harmony, dans l'épisode Meilleurs Vœux de Cordelia, « Cordy, you reign » (« tu règnes »). Ses caractéristiques font de Cordelia la victime féminine typique des films d'horreur, souvent en train de crier et de fuir, ce qui contraste parfaitement avec les autres personnages féminins de la série.

### Relations avec les autres personnages
L'étude Praising Cordelia met en avant le fait que Cordelia et Buffy sont des représentations de jeunes femmes sûres d'elles et ayant l'esprit de compétition qui incarnent deux types d'adolescentes agressives. L'article se concentre sur les relations de rivalité entre ces deux personnages. L'amitié initiale de Buffy avec Cordelia est compromise une fois que Cordelia voit que le charme et la sociabilité de Buffy en font une menace pour elle. Même après que Cordelia rejoint le Scooby-gang et devient l'amie de Buffy, leur amitié n'est pas intime et chaleureuse en raison de leur antipathie mutuelle naturelle. Les auteurs sont d'avis que Cordelia, à l'inverse de Buffy, est l'archétype du genre féminin qui se conforme au « stéréotype persistant de la féminité qui, dans le même temps, a une position dominante sur les autres filles du lycée et dispose de l'attention des garçons ». Mary Alice Money, qui décrit son personnage dans Buffy, voit Cordelia comme l'un des personnages de la série ayant beaucoup changé ou s'étant rachetés, « révélant une vulnérabilité inattendue qui annule ses traits de caractère les moins attrayants ». Lorna Jowett avance que l'intégration de Cordelia dans le Scooby-gang est largement due à sa relation avec Alex, et qu'elle est rendue sympathique au téléspectateur quand celui-ci la voit repousser l'influence sociale de ses anciennes amies. Elle est rendue encore plus attachante quand Alex la trompe avec Willow car les scènes montrant sa douleur sont vues uniquement par le téléspectateur et non par les autres personnages. Trahie par Alex, elle choisit de ne pas revenir vers lui et de conserver son indépendance.

### Une féminité subversive
D'autres analyses, comme celle de Susanne Kord et Elisabeth Krimer, notent que Cordelia est aussi une représentation subversive des stéréotypes féminins car elle « se conforme, bien que superficiellement, au stéréotype de la garce insensible » et que, par conséquent, elle « offre au téléspectateur les plaisirs clandestins de l'affirmation de soi féminine ». L'un des traits de caractère les plus forts de Cordelia, sa franchise, est mis en avant dans l'épisode Voix intérieures, où Buffy développe temporairement des pouvoirs télépathiques et peut entendre les pensées des autres. En effet, à la différence des autres, « ce que pense Cordelia et ce qu'elle exprime est absolument identique » ce qui fait qu'elle incarne « l'antithèse du sacrifice de soi de la femme » à cet âge-là et aussi « l'opposé du genre d'hypocrisie qui est typiquement attribué aux femmes ». L'écrivain Jennifer Crusie interprète cela comme un « manque de profondeur » qui devient « sa force ». Cela ne signifie toutefois pas que Cordelia est idiote, car « son solipsisme pourrait être aisément pris pour de la stupidité mais il est associé à une intelligence aiguisée et une détermination inébranlable qui la rend presque invincible ». Lorna Jowett pense que la confiance en soi de Cordelia est basée sur sa richesse matérielle. En dépit du fait qu'elle devient plus sympathique au fur et à mesure que la série avance, « le côté garce et vachard de Cordelia accentue son intérêt comique » car il offre au téléspectateur l'occasion de savourer les vérités qu'elle assène.

## Évolution du personnage

### Dans la sérieBuffy:«Le tact, ça consiste ni plus ni moins qu'à taire la vérité»
Dans les premières saisons de Buffy contre les vampires, le personnage de Cordelia était utilisé à la fois comme ressort comique et dans le rôle de la demoiselle en détresse. Les inquiétudes de Charisma Carpenter concernant le traitement de son personnage furent levées lorsque les scénaristes le développèrent à travers ses relations avec Alex et, plus tard, Wesley, ce qui conduisit l'actrice à devenir plus convaincue de son potentiel. Dans un article sur la psychologie des personnages de Buffy, Steven C. Schlozman, docteur en médecine, explique que « Cordelia, qui est riche et, à première vue, superficielle, semble se préoccuper principalement de sa popularité. Toutefois, au fur et à mesure que la série avance, nous apprenons que sa mère souffre d'un syndrome de fatigue chronique et que son père est poursuivi en justice pour fraude fiscale. Elle participe aux activités du Scooby-gang à contrecœur, déroutée par ses propres sentiments de loyauté et son attraction pour l'impopulaire Alex ». Il continue en décrivant comment Cordelia ainsi que « tous les personnages de la série sont particulièrement irrésistibles pour leurs descriptions de thèmes adolescents importants ». Interrogée sur la relation de Cordelia avec Alex, Charisma Carpenter affirme qu'elle « se définit beaucoup par rapport à Alex, avec qui elle a des relations très conflictuelles. Parce qu'elle est amoureuse de lui malgré elle, ou malgré lui. Mes meilleures scènes sont avec Nicholas Brendon ». Néanmoins, l'accroissement de l'implication de son personnage avec Buffy et ses amis causa quelques inquiétudes à l'actrice : « Je n'étais pas sûre de mes sentiments à ce sujet parce que je ne voulais pas perdre mon tranchant. Je ne voulais pas qu'elle soit trop gentille ni qu'elle perde son identité. » L'actrice a ainsi dû trouver un compromis entre les bons et les mauvais côtés de son personnage, et explique : « C'est pour cela que j'aime tant l'interpréter. Elle doit être plus ou moins fréquentable ou sinon pourquoi traîneraient-ils avec elle ? Mais j'essaie de ne pas perdre son tranchant et sa franchise ».

### Au début de la sérieAngel:«Un grand sourire éclatant»
Au travers de ses apparitions dans la série Angel, le personnage de Cordelia s'est énormément développé. Décrivant cette évolution, Charisma Carpenter explique : « Quand j'ai commencé à jouer Cordelia, elle n'était pas sympathique. Elle a pris beaucoup de profondeur et a acquis un plus grand sens des responsabilités. Elle sait travailler en équipe, ce qui n'était pas le cas au début ». L'actrice apprécie à sa juste valeur le fait de jouer un personnage à multiples facettes comme Cordelia, qui lui a beaucoup apporté : « Le chemin que Cordelia a parcouru, la trajectoire qu'elle a prise jusqu'à maintenant m'a procuré beaucoup de joie en tant qu'actrice car il y a eu beaucoup d'opportunités de faire transparaître tout un lot d'émotions différentes. Héroïque, vulnérable, colérique, possédée, amusante - j'ai été tout cela en même temps ». La critique Jennifer Crusie indique que Cordelia était initialement parfaite pour son départ de Sunnydale vers la « superficielle et égoïste Los Angeles », départ qui s'est avéré être son « épreuve du feu ».
Le producteur exécutif David Greenwalt était très désireux de faire venir le personnage de Cordelia dans la série Angel, expliquant : « Je voulais désespérément la faire venir car Angel est sombre et torturé et nous avions besoin d'un grand sourire éclatant. » Dans le même temps, Joss Whedon sentait que sa présence manquerait lors de la saison 4 de Buffy ce qui le conduisit à intégrer définitivement le personnage de Spike pour contrebalancer son absence. Le producteur Kelly A. Manners décrit Cordelia comme une « jeune fille riche dont la famille a tout perdu. Ainsi, dans le premier épisode d'Angel, elle vient à Los Angeles pour tenter de démarrer une carrière d'actrice car sa famille est en prison ». Jennifer Crusie déclare qu'en pleurant la mort de Doyle, Cordelia commence « à accéder elle-même à un niveau supérieur d'humanité ».
David Greenwalt explique que Cordelia « est en quelque sorte forcée de devenir un personnage plus profond » quand elle commence à recevoir des visions de gens qui souffrent ou en danger, « elle est tiraillée entre son désir de devenir une actrice et celui d'aider les gens car elle a désormais un but, une mission ». Greenwalt pressentait que ce développement permettrait à Cordelia de passer de « lycéenne à la popularité creuse à quelqu'un qui est presque un super-héros » et donnerait à Charisma Carpenter l'opportunité de donner son plein potentiel en tant qu'actrice. À partir du dixième épisode, Cadeaux d'adieu, Cordelia commence à être un personnage aux pouvoirs surnaturels, tandis que l'arrivée de Wesley dans la série amène un nouvel élément comique. C'est également à partir de cet épisode que Cordelia gagne en maturité, quand elle pleure la mort de Doyle, dont le don de précognition qu'il lui a transmis est un douloureux rappel de lui. Dans le dernier épisode de la saison 1, Cordelia se voit infliger des visions de toute la souffrance du monde et cette expérience la décide encore plus à aider les gens dans le besoin. Charisma Carpenter explique : « À travers la souffrance du monde, ainsi que par ses propres expériences, elle découvre ce qui est important dans la vie ».

### À la fin de la sérieAngel: grandeur et décadence d'une héroïne à part entière
Dans la troisième saison d'Angel, Cordelia est désormais une héroïne à part entière. Lors de l'épisode Anniversaire, elle se voit offrir la chance de vivre une vie où elle n'aurait jamais rencontré Angel mais son désir d'aider les autres la conduit à renoncer à cette vie, tout comme son humanité la pousse à devenir un demi-démon afin de mieux résister aux douloureuses visions qu'elle reçoit. Dans l'épisode Billy, elle commence à s'entraîner aux côtés d'Angel pour devenir une meilleure combattante et apprend rapidement. Pour cela, Charisma Carpenter s'entraîna intensivement avec le coordinateur des cascades de la série pour apprendre à se battre et à manier les armes. Dans l'épisode Les Coulisses de l'éternité, à la fois Angel et Lorne remarquent quelle femme remarquable Cordelia est finalement devenue, et c'est dans cet épisode qu'Angel et Cordelia réalisent qu'ils sont amoureux l'un de l'autre, même si cet amour ne sera jamais concrétisé. Jennifer Crusie critique sévèrement l'ascension de Cordelia vers une dimension supérieure à la fin de la saison, considérant que le marché passé entre elle et Skip n'est pas du tout en accord avec son personnage. Jes Battis soutient pour sa part qu'un paradoxe est créé quand « le personnage qui embrasse son privilège (Cordelia) finit par devenir un être supérieur et quitte la série comme une force positive » là où plus tard Fred (Amy Acker), « le personnage qui est en conflit avec son privilège finit possédé par un démon vieux de plusieurs millénaires ».
La saison 4 d'Angel joue avec les attentes des téléspectateurs au sujet de la désormais héroïque Cordelia en la révélant comme étant le principal méchant de la saison, bien qu'il soit plus tard établi que Cordelia était en fait possédée par une déité manipulatrice nommée Jasmine. Ce développement a été controversé parmi les fans, et Charisma Carpenter a avoué détester comment Cordelia (possédée par Jasmine) séduit Connor, le fils adolescent d'Angel, commentant à ce sujet : « Je renie toute cette portion de l'histoire. C'était effrayant ». Cependant, le réalisateur Terrence O'Hara a remarqué que l'actrice s'était beaucoup amusée à interpréter une Cordelia manipulatrice dans l'épisode Orphée et qu'elle avait aimé suggérer la nouvelle personnalité de « folle schizophrénique » de Cordelia. L'épisode L'Horreur sans nom montre toute l'ampleur de l'inversion du personnage de Cordelia quand on la voit pressant Connor d'assassiner une jeune fille innocente dans le but d'accélérer la naissance de l'enfant qu'ils ont conçu ensemble. Dans le but d'arrêter Connor, les Puissances supérieures envoient alors l'esprit de sa mère, Darla (Julie Benz), le convaincre de ne pas le faire. L'épisode montre Cordelia toute vêtue de noir, alors que Darla est parée d'un blanc virginal comme elle devient la voix de la raison et de la moralité. Steven S. DeKnight, qui a écrit et réalisé l'épisode, estime que c'était un renversement de rôle brillant pour les deux personnages, entre la bienveillante Cordelia et Darla le vampire sinistre. Une bonne partie de l'histoire de la saison 4 a dû être ajustée en raison de la grossesse réelle de Charisma Carpenter et, après que Cordelia donne naissance à Jasmine, elle tombe dans le coma. Jennifer Crusie explique ce qu'elle a ressenti comme étant les faiblesses de la quatrième saison : « elle trahit l'homme en qui elle a confiance par-dessus tous et qui lui fait entière confiance, elle séduit un garçon qu'elle a autrefois langé, elle parle et s'habille comme la reine des garces. Elle n'est plus Cordelia et ce qui pourrait avoir été amusant à observer quand nous étions dans le flou, avant que l'esprit qui la possède ne séduise Connor, devient le viol prolongé et la mort d'un personnage bien-aimé ».
Matt Hills et Rebecca Williams discutent également du traitement réservé au personnage de Cordelia (ainsi qu'à celui de Darla) dans le chapitre Angel's Monstrous Mothers and Vampires with Soul: Investigating the Abject in Television Horror d'une publication universitaire. Ils voient la possession de Cordelia dans la saison 4 comme un élément d'un motif récurrent : « Plus que les autres personnages de Buffy et Angel, Cordelia a souffert ou a été menacée dans son intégrité physique, à la fois symboliquement et matériellement », rappelant la fécondation de Cordelia par un démon dans Grossesse express, ainsi que dans Retour à l'ordre, où elle développe un démon en gestation dans sa tête, et Sa Majesté Cordelia, où on veut l'obliger à se reproduire avec le Groosalugg. Dans cet épisode, même le personnage de Cordelia remarque ce que Hills et Williams appellent son « statut de personnage violé et dévalué ». Ils comparent le motif d'horreur dans ces exemples, et dans L'Horreur sans nom, à ce que Barbara Creed a appelé « l'utérus monstrueux » dans son livre The Monstrous-feminine: Film, Feminism, Psychoanalysis. Jes Battis explique également comment, en comparaison de l'intrigue Fred/Illyria de la saison 5, l'histoire de Cordelia n'est pas aussi positive que la renaissance de Fred car, là où le personnage de Fred continue, d'une certaine façon, à « survivre à travers celui d'Illyria, Cordelia disparaît quant à elle de la série et ne reçoit pas une intéressante réincarnation aux cheveux bleus ». Poussant la comparaison, il continue en expliquant qu'il n'y a aucun lien significatif entre la « vraie » Cordelia et Jasmine, la Cordelia possédée ayant accompli tant de mauvaises actions tombant dans le coma au moment de la naissance de Jasmine et la vraie Cordelia se réveillant plus tard de ce coma. Autre illustration de cette comparaison, « Fred/Illyria deviennent une/un être dual dont les essences qui le constituent sont inséparables, alors que Cordelia n'est jamais aussi intimement connectée à son enfant maléfique et on garde d'elle le souvenir de la Cordelia vibrante et en pleine santé qu'on a connue. » Mettant en avant des parallèles symboliques entre ces deux gestations, Battis note que « Cordelia, bruyant défenseur de son propre privilège, crée un être surnaturel pleinement formé, Jasmine, qui essaie de contrôler le monde, alors que Fred, qui intériorise son privilège et ne peut l'exprimer, excepté en des termes maladroits et peu assurés, voit son corps être dévoré de l'intérieur par le démon Illyria ».
Pour la saison 5 d’Angel, Spike vient à nouveau remplacer Cordelia comme source de dialogues comiques dans la série. Les critiques remarquent également que « cela n'a pas pris longtemps pour qu'Illyria ne devienne une autre version de Cordelia, disant à tout le monde la vérité crue, qu'on la lui demande ou pas ». Concernant la dernière apparition de Cordelia dans la cinquième et dernière saison d’Angel, Joss Whedon indique qu'il a utilisé le centième épisode pour renforcer le message de la série et pour évaluer où les personnages en sont désormais en comparaison de ce qu'ils étaient au début de la série. Whedon explique que cet épisode procure une opportunité idéale pour que Cordelia, qui est là depuis le début, demande à Angel : « Où en es-tu maintenant par rapport à quand tu as commencé et comment te sens-tu à ce sujet ? ». Le retour aux principes originaux de la série est illustré par le flashback montrant Doyle faisant la publicité de l'agence lors de la première saison, et Sara Upstone remarque que les images aériennes de Los Angeles réapparaissent en même temps que Cordelia dit à Angel « Tu as oublié qui tu es », rappelant le lien entre la série et la ville. Il était à l'origine prévu que ce soit le personnage de Buffy Summers qui apparaisse lors de ce centième épisode pour remettre Angel sur la bonne voie, mais Sarah Michelle Gellar n'était pas disponible. David Fury, réalisateur et scénariste de l'épisode, explique que l'épisode a alors été écrit pour Cordelia. Il ajoute que « cela s'est avéré être une aubaine car Charisma a été fantastique ». Dans le script original, Fury avait écrit une conversation entre Wesley et Angel allant à l'hôpital et établissant l'état végétatif de Cordelia. La scène n'a jamais été tournée car « le choc de la revoir après un coma de 9 mois était suffisant. Nous ne voulions pas donner d'indice en ce sens trop tôt » conclut Fury.